# André Arnaud
André Arnaud, de son vrai nom Maurice Denuc-Bousquet né le 14 août 1918 à Fumel (Lot-et-Garonne) et mort le 19 juillet 1994 en Grèce, est un journaliste français.

## Biographie
André Arnaud, de son vrai nom Maurice Denuc-Bousquet, s'exprime dans la presse écrite et est un des principaux animateurs de la rédaction de la RDF à Toulouse (Toulouse-Pyrénées) dans les années 1950 sous le pseudonyme de Patrice Clément, avant d'entrer à Europe no 1, au tout début de la station, du temps de Maurice Siegel.
À Europe no 1, il fut d'abord grand reporter, puis présentateur de flashes, intervenant régulièrement dans l'émission Salut les Copains ; il fut aussi rédacteur de « Copains Flash », une rubrique d'information dans le magazine du même nom, responsable d'« Europe Soir » (journal de 19 heures) puis d'« Europe Midi » (journal de 13 heures) jusqu'à sa retraite.